# James H. Leuba
James Henry Leuba, född 1868 i Neuchâtel i Schweiz, död 1946, var en amerikansk psykolog, en av grundarna av den moderna religionspsykologin.
Leuba studerade i sin hemstad. Han var från 1897 professor i psykologi vid Bryn Mawr College, Pennsylvania och Clark University, Worcester, Massachusetts. Leuba skrev The psychological origin of the nature of religion (1909) och The psychology of religious phenomena ("American Journal of Psychology" VIII, 1896 s. 309 ff.).